# اس‌ای‌اف
اس‌ای‌اف (به لتونیایی: SAF) شرکت تجهیزات مخابراتی لتونیایی است، که در زمینه طراحی، تولید و توزیع تجهیزات انتقال صدا-داده و ریزموجهای دیجیتال فعالیت می‌کند.
محصولات این شرکت عمومأ تامین‌کننده قطعات و تجهیزات انتقال صدا و دیتای دیجیتال برای اپراتورهای شبکه تلفن همراه و خطوط تلفن ثابت، ارائه‌دهندگان خدمات اینترنتی، دولتها و شرکت‌های خصوصی می‌باشد.
دفتر مرکزی این شرکت در شهر ریگا، لتونی قرار دارد و بخشی از سهام آن در بازار بورس نزدک اوام‌اکس معامله می‌شود.